# Torpedofangboot

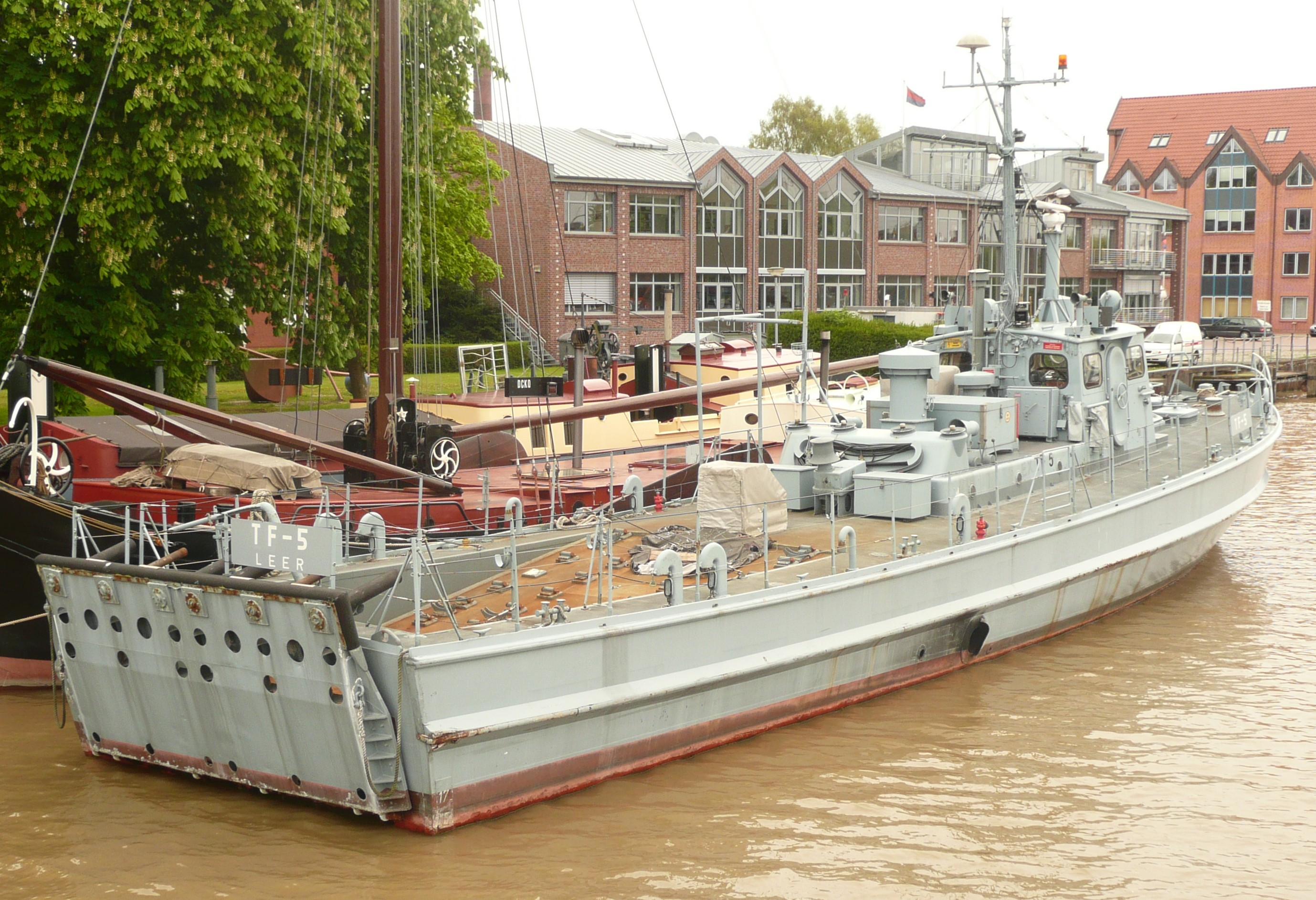
Ehemaliges Torpedofangboot TF 5 der Bundesmarine, Blick auf die Torpedoschleppe

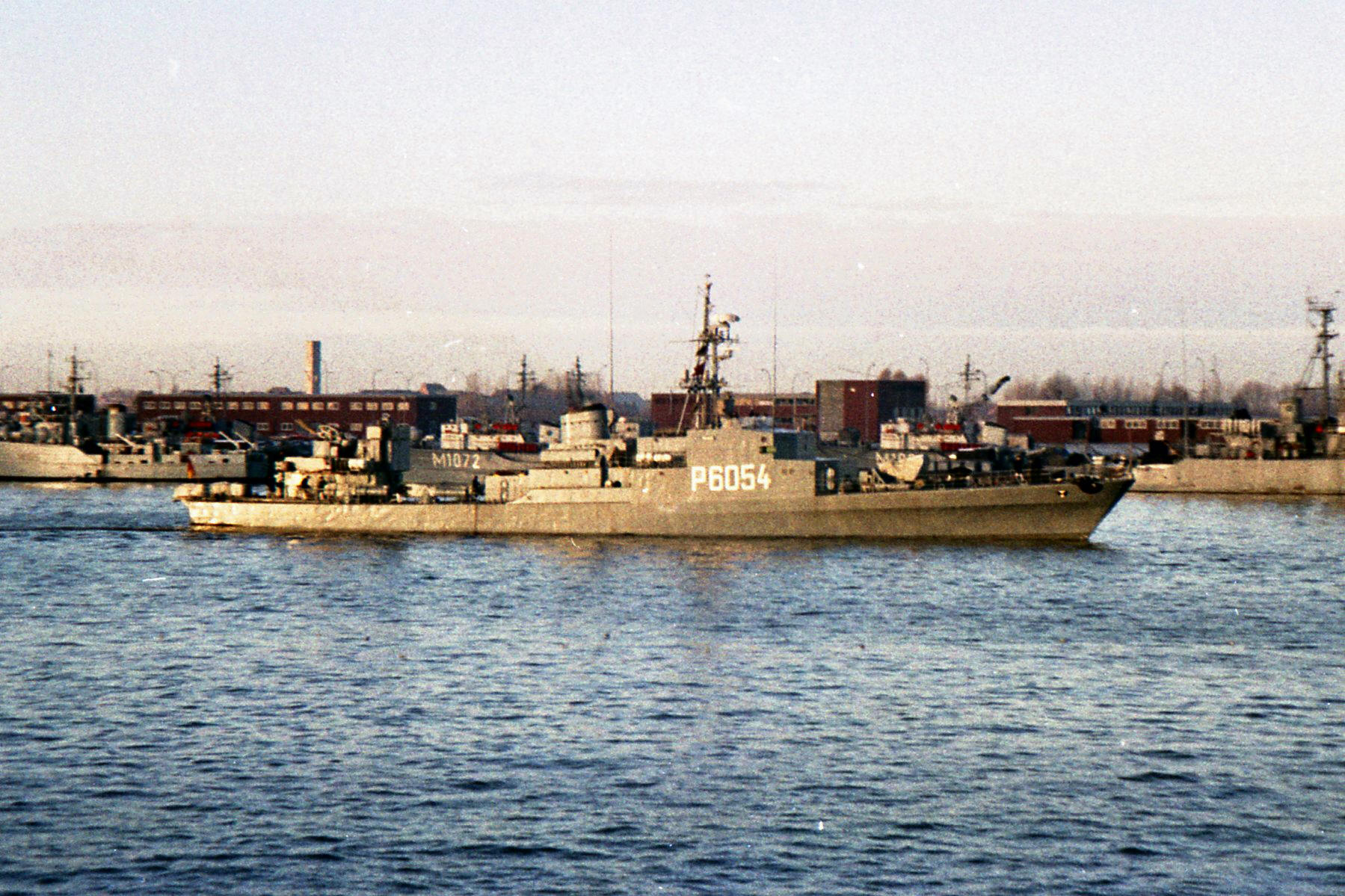
Ehemaliges Torpedofangboot Najade, Klasse 420

Torpedofangboote sind Marinehilfsschiffe, deren Aufgabe es ist, verschossene Übungstorpedos zu bergen.

## Verwendung und Ausrüstung
Übungstorpedos, die bei der Torpedoausbildung eingesetzt werden, schwimmen am Ende ihrer Laufstrecke auf. Sie werden nach jedem Schuss geborgen und aufgeladen, um wieder verwendet zu werden. Dafür ist es erforderlich, sie nach dem Auftauchen zu fischen und an Bord eines dafür geeigneten Fahrzeugs zu nehmen. Für diese Aufgabe sind Torpedofangboote üblicherweise mit Kränen oder Aufschleppen und Winden am Heck ausgerüstet. Moderne Fangboote besitzen auch Unterwasserortungsmittel und Tauchausrüstung, um abgesunkene Torpedos vom Grund bergen zu können. Torpedofangboote
dienen außerdem zur Sicherung der Zielgebiete und werden als Zielschiffe eingesetzt.
Torpedofangboote entstanden in der zweiten Hälfte des 19. Jahrhunderts. Zunächst waren es oft umgebaute zivile Bootstypen oder alte Torpedoboote. Die ersten speziellen Torpedofangboote wurden in Deutschland 1928 in Dienst gestellt, aber auch danach waren die meisten Fangboote umgebaute alte Minensuchboote und Geleitboote.
Die meisten Torpedofangboote sind unbewaffnet und haben eine zivile Besatzung. Davon abweichend stellte die Bundesmarine Anfang der 1960er Jahre fünf „Torpedofangboote, groß A“ in Dienst, die auch als Thetis-Klasse (Klasse 420) bezeichnet wurden. Da diese Boote vor allem mit Zerstörern zusammenarbeiten sollten, waren sie hochseetauglich und mit 520 t für diese Funktion außergewöhnlich groß ausgelegt. Sie bewährten sich allerdings nicht als Fangboote und wurden bald zu Flottendienstbooten umdesigniert. Nachdem die Torpedobergeeinrichtungen entfernt worden waren, wurden sie ab 1974 als U-Jagdboote bezeichnet.